# Louis André
Louis-Joseph-Nicholas André (Nuits-Saint-Georges, 1838 – Digione, 1913) è stato un generale francese.
Dal 1900 al 1904 fu ministro della guerra di Francia. Controllò l'intero sistema politico attraverso la delazione e impedì promozioni e avanzamenti di carriera al personale civile e militare di manifesta fede cattolica, fu perciò costretto a dimettersi.
Fu membro della Massoneria.